# Laurentia inclarella
Laurentia inclarella is een vlinder uit de familie van de snuitmotten (Pyralidae). De wetenschappelijke naam van de soort is voor het eerst geldig gepubliceerd in 1888 door Émile-Louis Ragonot. Het was de eerste soort uit het nieuwe geslacht Laurentia dat Ragonot in dezelfde publicatie oprichtte. De vlinder was verzameld in Java.